# Ставце
Ставце (пол. Stawce) — село в Польщі, у гміні Батож Янівського повіту Люблінського воєводства.
Населення — 235 осіб (2011).
У 1975—1998 роках село належало до Тарнобжезького воєводства.

## Демографія
Демографічна структура станом на 31 березня 2011 року:
|          | Загалом | Допрацездатний вік | Працездатний вік | Постпрацездатний вік |
| -------- | ------- | ------------------ | ---------------- | -------------------- |
| Чоловіки | 119     | 31                 | 69               | 19                   |
| Жінки    | 116     | 24                 | 52               | 40                   |
| Разом    | 235     | 55                 | 121              | 59                   |